# ألين راسيل
ألين راسيل (بالإنجليزية: Allen Russell) هو لاعب كرة قاعدة أمريكي، ولد في 31 يوليو 1893 في بالتيمور في الولايات المتحدة، وتوفي بنفس المكان في 20 أكتوبر 1972.

## وصلات خارجية
- ألين راسيل على موقعبيزبول رفرنس.كوم (الدوري الرئيسي) (الإنجليزية)
- ألين راسيل على موقعبيزبول رفرنس.كوم (الدوري الثانوي) (الإنجليزية)